# Cantons de Sena Saint-Denis
Els cantons de Sena Saint-Denis (Illa de França) són 21 i s'agrupen en tres districtes. Fins al 2015 hi havia 43.

## 1984 - 2015
- Districte de Bobigny (17 cantons - prefectura: Bobigny) :
cantó de Bagnolet - cantó de Bobigny - cantó de Bondy-Nord-Oest - cantó de Bondy-Sud-Est - cantó de Le Bourget - cantó de Drancy - cantó de Les Lilas - cantó de Montreuil-Est - cantó de Montreuil-Nord - cantó de Montreuil-Oest - cantó de Noisy-le-Sec - cantó de Pantin-Est - cantó de Pantin-Oest - cantó de Les Pavillons-sous-Bois - cantó de Romainville - cantó de Rosny-sous-Bois - cantó de Villemomble

- Districte de Le Raincy (13 cantons - sotsprefectura: Le Raincy) :
cantó d'Aulnay-sous-Bois-Nord - cantó d'Aulnay-sous-Bois-Sud - cantó de Le Blanc-Mesnil - cantó de Gagny - cantó de Livry-Gargan - cantó de Montfermeil - cantó de Neuilly-Plaisance - cantó de Neuilly-sur-Marne - cantó de Noisy-le-Grand - cantó de Le Raincy - cantó de Sevran - cantó de Tremblay-en-France - cantó de Villepinte

- Districte de Saint-Denis (10 cantons - sotsprefectura: Saint-Denis) :
cantó d'Aubervilliers-Est - cantó d'Aubervilliers-Oest - cantó de La Courneuve - cantó d'Épinay-sur-Seine - cantó de Pierrefitte-sur-Seine - cantó de Saint-Denis-Nord-Est - cantó de Saint-Denis-Nord-Oest - cantó de Saint-Denis-Sud - cantó de Saint-Ouen - cantó de Stains.

## 2015

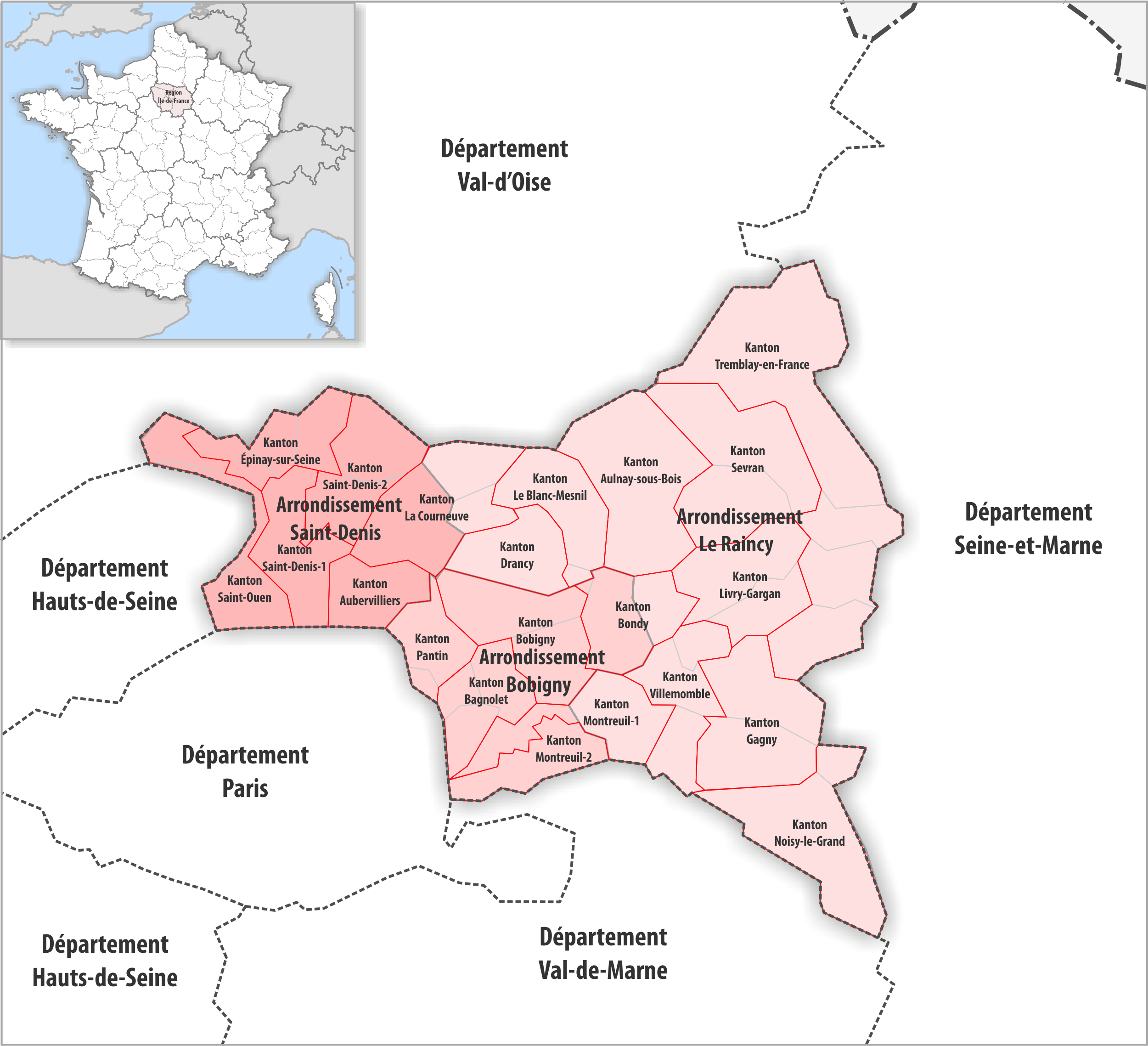
Divisió cantonal de Sena Saint-Denis a partir del 2015

Una nova redistribució territorial va ser definida per decret del 23 de febrer de 2014, per al departament de Sena Saint-Denis, que va entrar en vigor en el moment de la primera renovació general d'assemblearis departamentals després d'aquest decret, qüestió que va passar al març de 2015.
Es va reduir de 43 a 21 cantons.
- Aubervilliers
- Aulnay-sous-Bois
- Bagnolet
- Le Blanc-Mesnil
- Bobigny
- Bondy
- La Courneuve
- Drancy
- Épinay-sur-Seine
- Gagny
- Livry-Gargan
- Montreuil-1
- Montreuil-2
- Noisy-le-Grand
- Pantin
- Saint-Denis-1
- Saint-Denis-2
- Saint-Ouen
- Sevran
- Tremblay-en-France
- Villemomble